# تحسين خوالدة
تحسين خوالدة (1962 - )  ممثل أردني 

## عن حياته
بدأ حياتة الفنية منذ أواخر الثمانينات، حيث شارك بالدبلجة في العديد من مسلسلات الرسوم المتحركة منها مسلسل (نصف بطل) عام 1989، لتتوالى بعدها أعماله والتي من أبرزها (أبو جعفر المنصور، ذيب السرايا، الحجاج).

## من  أعماله

### المسلسلات
- ذيب السرايا
- عطر النار
- بلقيس
- نيران البوادي
- عيون عليا
- أبو جعفر المنصور
- زمن ماجد

### الدوبلاج
- نصف بطل

## روابط خارجية
- تحسين الخوالدة على موقع قاعدة بيانات الأفلام العربية